# Can You Feel It
Can You Feel It – singel The Jacksons z albumu Triumph wydany w 1980 roku. Utwór został napisany przez Michaela Jacksona i jego brata Jackiego. Piosenka była nominowana do nagrody Grammy w kategorii „Grammy Award for Best R&B Performance by a Duo or Group with Vocals”.
Teledysk został wyreżyserowany przez Bruce’a Gowersa i Roberta Abela, kosztował około 140 000 dolarów.
Utwór był wykonywany na żywo podczas Triumph Tour. Ostatni raz został wykonany przez The Jacksons na żywo podczas koncertu w ramach Michael Jackson: 30th Anniversary Special w Madison Square Garden, 7 i 10 września 2001 roku.

## Notowania
| Lista (1980)                  | Najwyższa pozycja |
| ----------------------------- | ----------------- |
| Dutch Singles Chart           | 2                 |
| UK Singles Chart              | 6                 |
| US Billboard Hot 100          | 77                |
| Lista (2009)                  | Najwyższa pozycja |
| Australian ARIA Singles Chart | 41                |
| UK Singles Chart              | 59                |